# Ambystoma rosaceum
Espèce
Statut de conservation UICN

 LC  : Préoccupation mineure
Synonymes
- Axolotes maculata Owen, 1844
- Ambystoma fluvinatum Taylor, 1941
- Ambystoma rosaceum nigrum Shannon, 1951
- Ambystoma rosaceum sonoriensis Shannon, 1951

Ambystoma rosaceum est une espèce d'urodèles de la famille des Ambystomatidae.

## Répartition et habitat
Cette espèce est endémique de la Sierra Madre occidentale au Mexique. Elle se rencontre dans les États du d'Aguascalientes, de Sonora, de Chihuahua, de Nayarit, de Sinaloa, de Durango, de Zacatecas.
On la trouve entre 1 675 et 3 100 m d'altitude. Elle vit uniquement à de hautes altitudes, dans les cours d'eau lents et peu profonds parcourant les forêts de pins et les forêts de pins et chênes.

## Publication originale
- Taylor, 1941 : Two new ambystomid salamanders from Chihuahua. Copeia, vol. 1941, no 3, p. 143-146.